# Eriogaster lanestris
Eriogaster lanestris és una espècie de lepidòpter ditrisi de la família dels lasiocàmpids (Lasiocampidae) amb una àmplia distribució paleàrtica.

## Característiques
Eriogaster lanestris té una envergadura alar de 30-40 mm.

## Història natural
Els adults volen durant març i abril, depenent de la seva ubicació. Les larves s'alimenten d'aranyoner i Crataegus, però també de bedoll. Les pupes poden romandre sense descloure per anys; en un estudi, les darreres eclosions es van produir després de 10 anys.

## Distribució
Es troba a la major part d'Europa i de la Zona Paleàrtica fins a la regió del riu Amur.

## Galeria

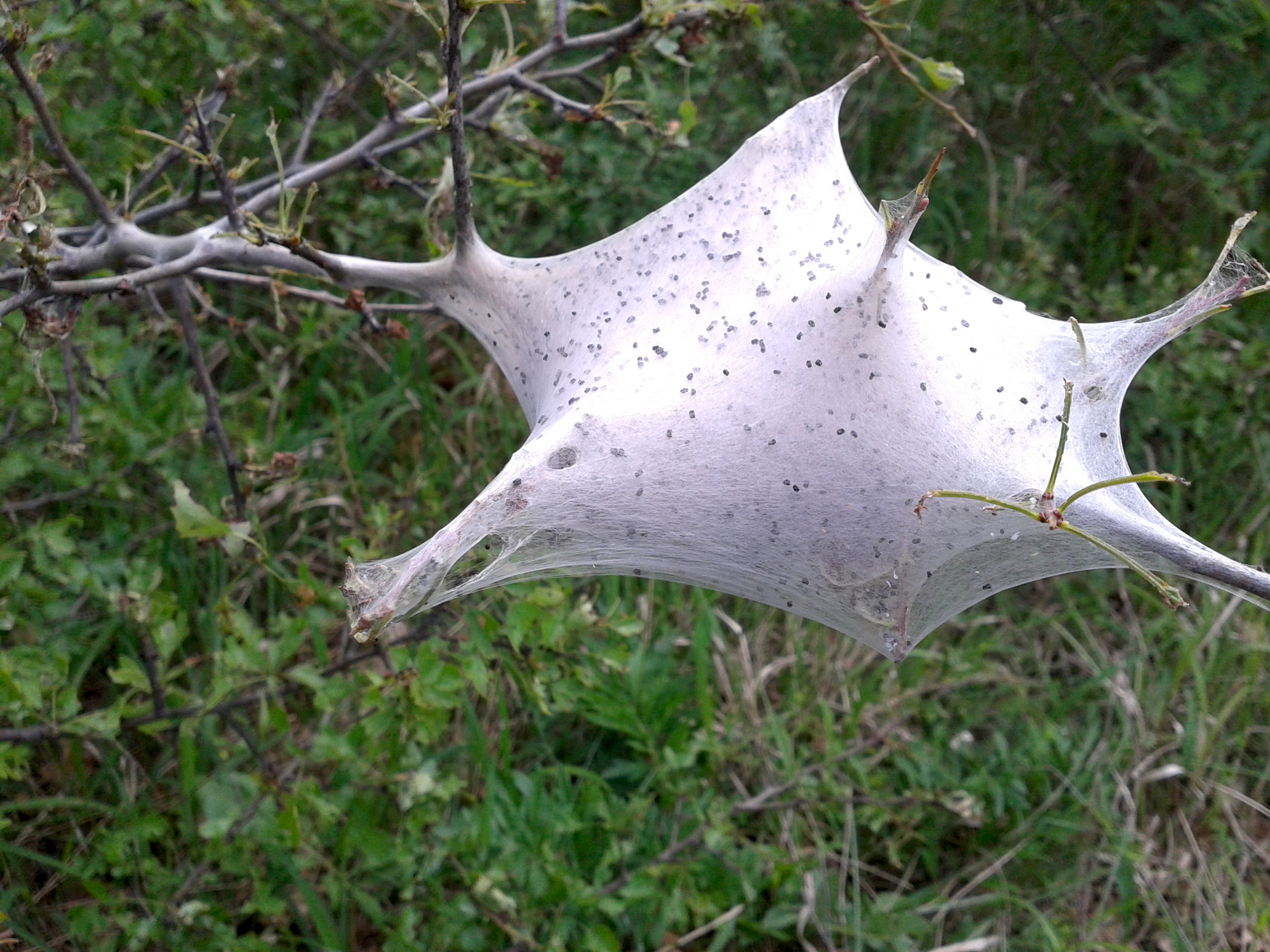
Eriogaster lanestris
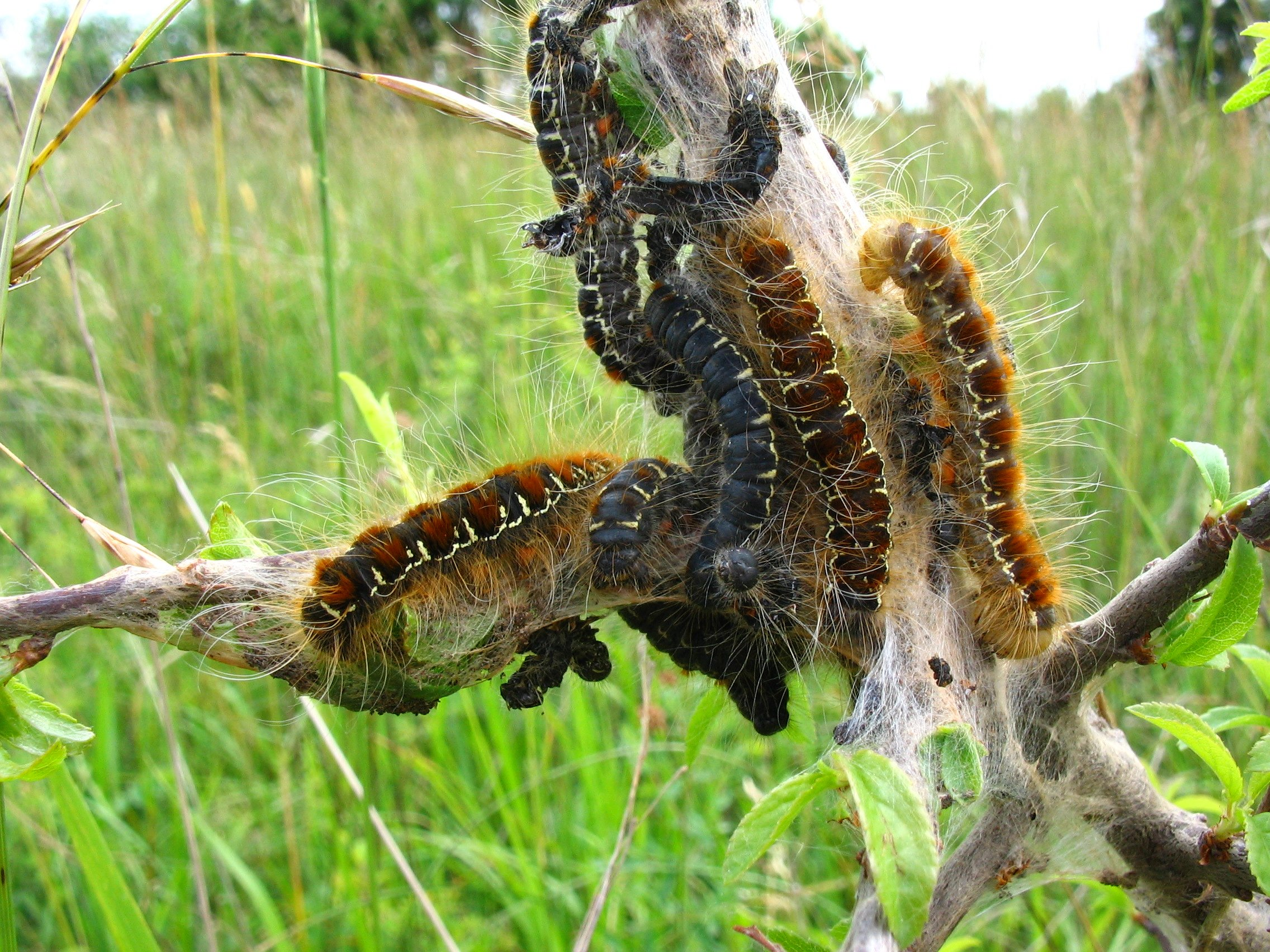
Eriogaster lanestris larva
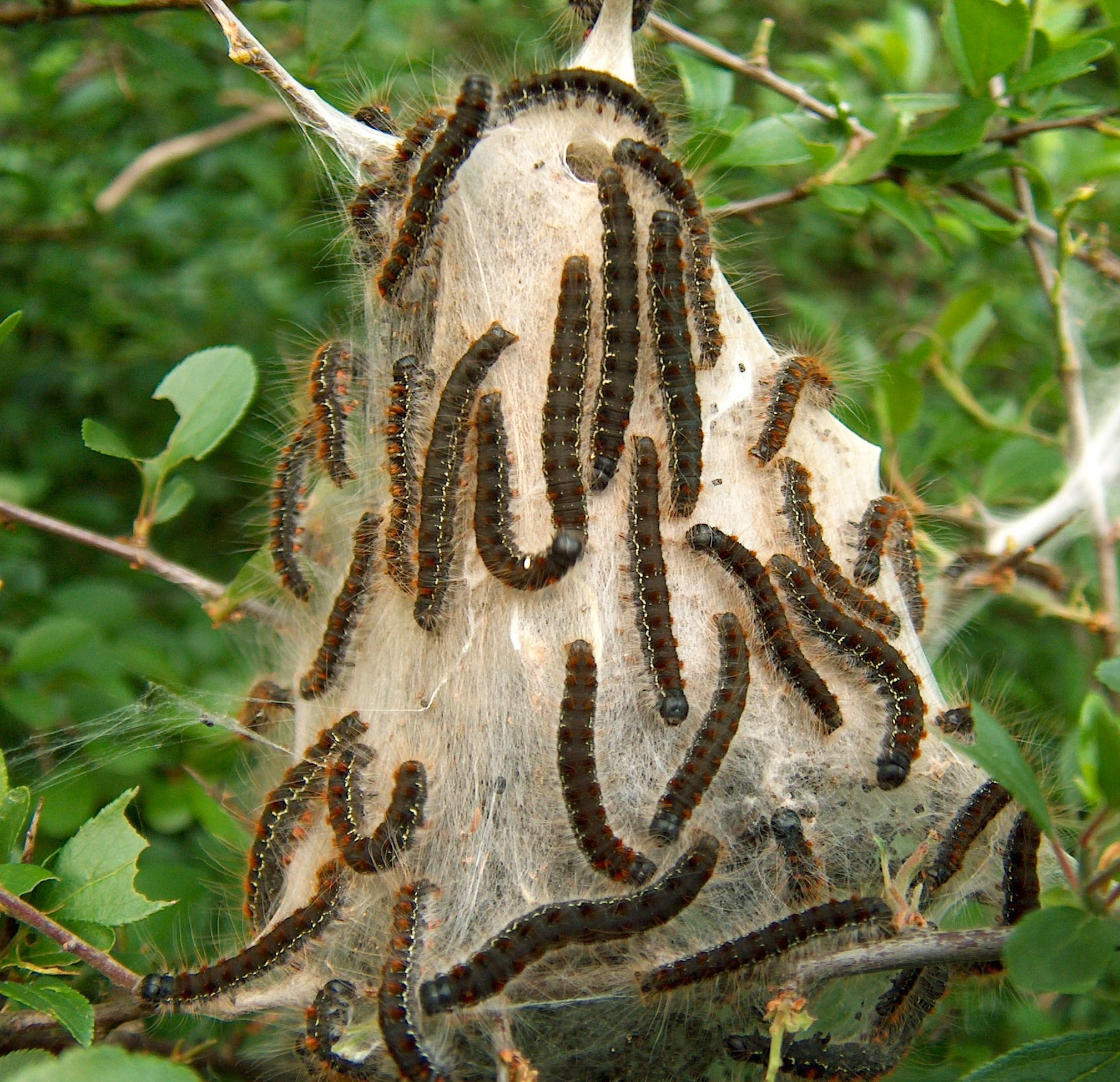
Erugues
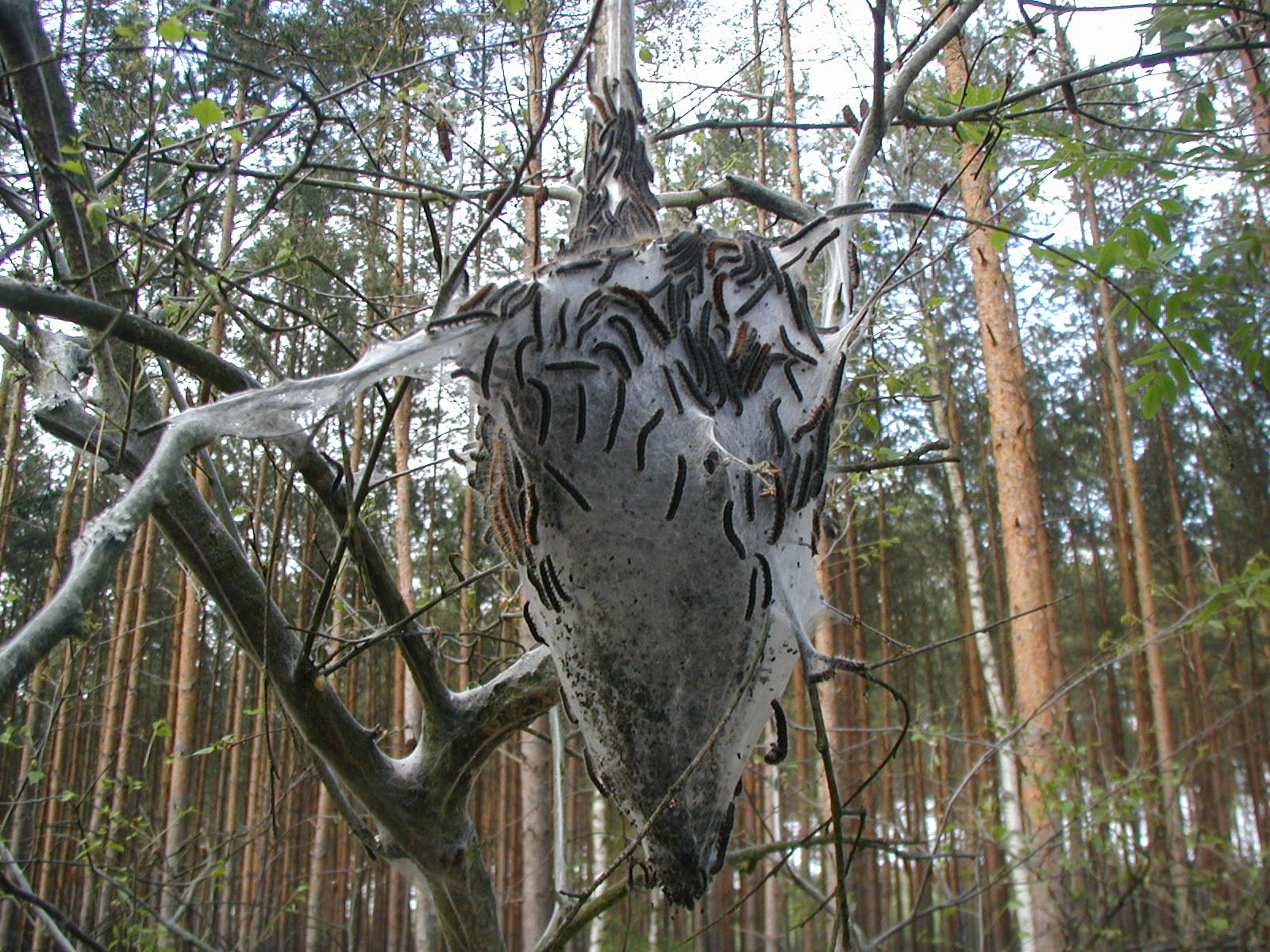
Erugues
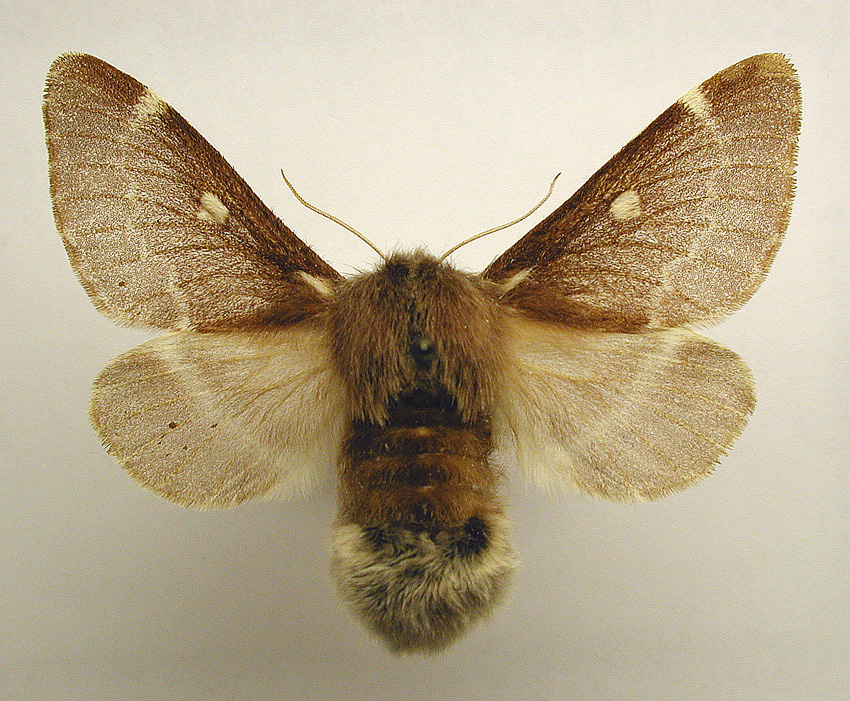
Eriogaster lanestris
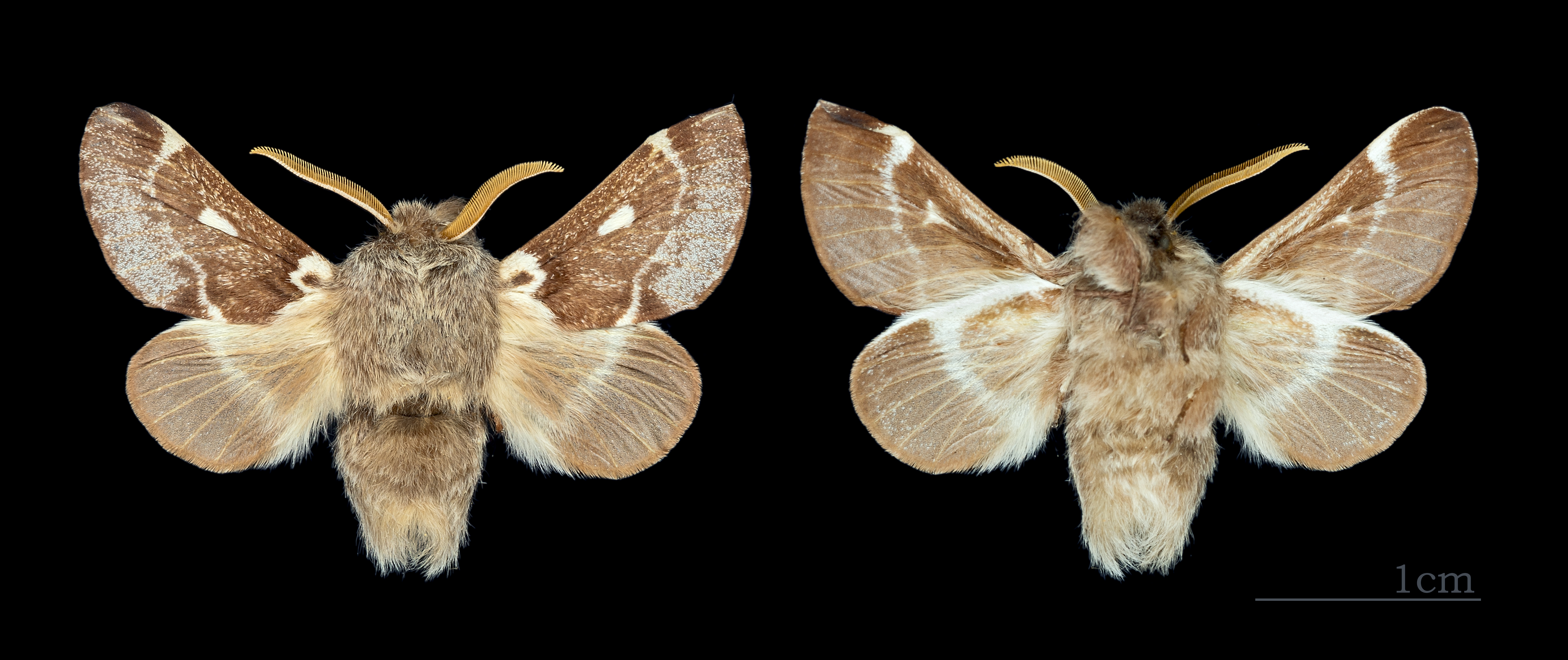
♂
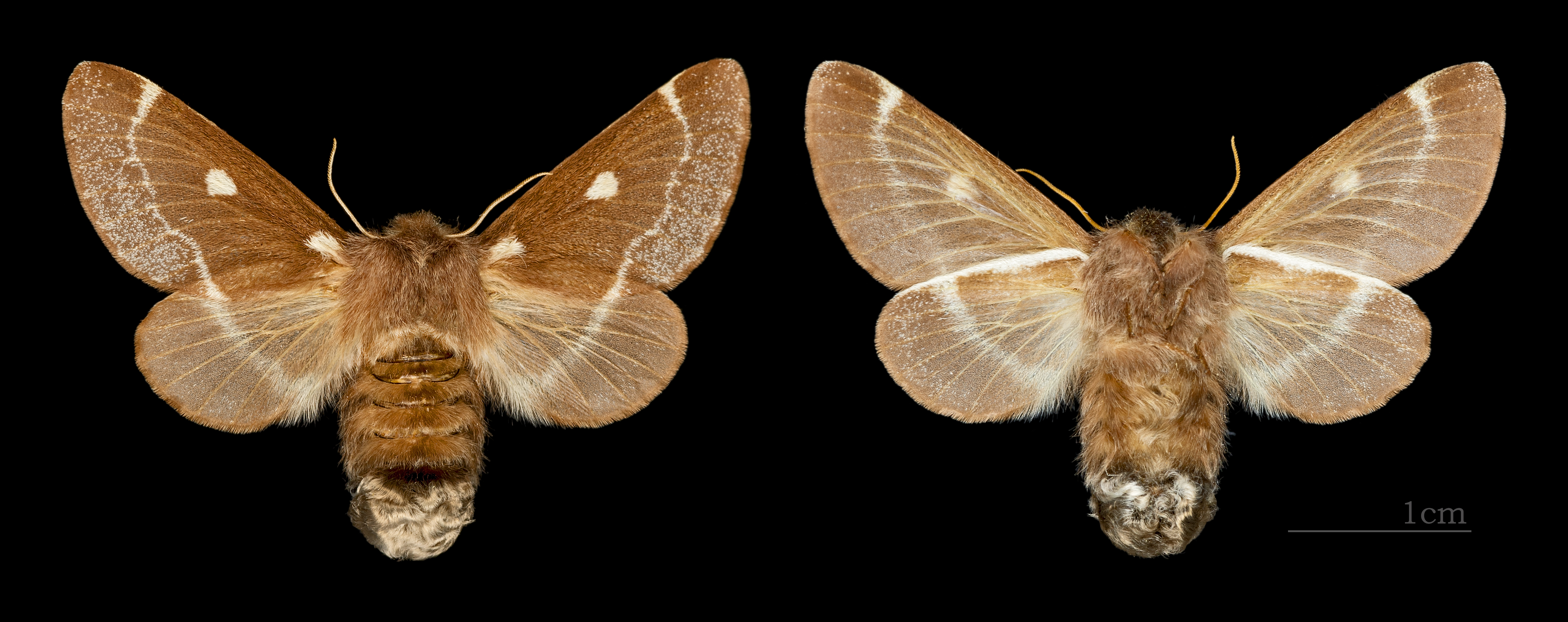
♀